# 서울지방항공청
서울지방항공청(서울地方航空廳, Seoul Regional Offie of Aviation, 약칭: SROA)은 대한민국 국토교통부의 소속기관이다. 1991년 11월 11일 발족하였으며, 인천광역시 중구 공항로424번길 47에 위치하고 있다. 청장은 고위공무원단 나등급에 속하는 일반직공무원으로 보한다.

## 직무
- 공항운영에 관한 조정·통제업무
- 항공기 관제 및 공역관리
- 항공정보 제공 및 항공통신업무
- 항공기 안전운항 및 안전성 확인
- 공항건설 및 항행안전시설의 설치
- 관할 공역 내 항공교통업무 안전관리시스템(SMS)의 수립·시행
- 사설공항 설치 허가 및 항공기소음대책의 수립
- 공항보안관리
- 공항재산관리
- 한국공항공사 및 인천국제공항공사의 공항 관리·운영
- 공항시설 및 주변지역의 민간투자사업 사업시행자의 지정·시행 및 운영
- 공항시설의 건설·운영 및 관리 등
- 「공항시설법」 제5조에 의한 기술심의위원회의 구성 및 운영
- 인천국제공항 건설사업의 사업시행자 지정
- 인천국제공항 건설사업에 대한 실시계획의 협의·승인, 준공확인 및 보고·검사 등
- 인천국제공항 건설사업에 대한 용지보상 및 어업권 피해보상
- 공항 및 배후지의 자유무역지역 건설 및 운영 등

## 연혁
- 1961년 6월: 공군으로부터 김포공항 인수.
- 1961년 10월 2일: 교통부 소속으로 서울지방항공관리국 설치. 소속기관으로 김포국제공항, 서울·강릉비행장, 서울국제공항통신소, 서울·강릉항공통신소, 항공보안시설보수소를 둠.
- 1962년 7월 4일: 소속기관으로 삼척비행장과 삼척항공통신소를 설치.
- 1963년 12월 17일: 서울국제공항통신소를 서울국제항공통신소로, 서울항공통신소를 서울항공관제소로 개편하고 강릉·삼척항공통신소를 폐지. 부산지방항공관리국으로부터 부산국제공항, 광주·제주·대구비행장을 이관받음.
- 1966년 9월 8일: 부산국제공항, 광주·대구·제주비행장, 부산국제항공통신소, 부산항공관제소를 부산지방항공관리국으로 이관. 항공보안시설보수소를 서울항공보안시설보수소로 개편.
- 1970년 2월 13일: 속초·수색비행장 설치.
- 1974년 5월 16일: 삼척비행장 폐지.
- 1977년 6월 13일: 강릉·수색비행장, 서울항공보안시설보수소 폐지.
- 1980년 7월 28일: 김포국제공항의 관리·운영 업무를 국제공항관리공단에 이관.
- 1987년 1월 1일: 강릉비행장 설치.
- 1987년 12월 5일: 항공건설사무소, 안양·강원항공무선표식소를 설치. 항공관제소를 관제과로 개편.
- 1990년 6월 21일: 비행장 및 항공통신소의 관리 업무를 한국공항관리공단으로 이관. 항공건설사무소를 시설과로 개편.
- 1994년 12월 23일: 건설교통부 소속으로 변경.
- 1999년 1월 1일: 항공무선표지소를 폐지.
- 1999년 5월 24일: 속초·강릉·원주·군산·청주공항출장소 설치.
- 1999년 11월 11일: 서울지방항공청으로 개편.
- 2002년 8월 12일: 속초공항출장소를 양양공항출장소로 개편.
- 2002년 9월 18일: 항공안전본부 소속으로 변경.
- 2004년 1월 10일: 강릉공항출장소 폐지.
- 2009년 5월 6일: 항공안전본부를 폐지하고, 서울지방항공청을 국토해양부 직속기관으로 변경.
- 2013년 3월 23일: 국토교통부 소속으로 변경.

## 관할구역
- 서울특별시
- 인천광역시
- 대전광역시
- 세종특별자치시
- 경기도
- 강원도
- 충청북도
- 충청남도
- 전라북도
- 전라남도[1]

## 조직

### 청장
관리국
- 운영지원과[3]
- 보안과[4]

안전운항국
- 항공안전과[6]
- 항공운항과[7]
- 항공검사과[7]

관제통신국
- 관제과[7]
- 항공정보과[9]
- 통신전자과[10]

공항시설국
- 공항시설과[4]
- 공항지원과[11]
- 공항안전과[12]

## 소속기관

### 김포항공관리사무소
김포항공관리사무소(金浦航空管理事務所, Gimpo Aviation Management Office)는 서울지방항공청의 소속기관이다. 2000년 12월 5일 발족하였으며, 서울특별시 강서구 하늘길 78에 위치하고 있다. 소장은 서기관 또는 기술서기관으로 보한다.

#### 연혁
- 2000년 12월 5일: 서울지방항공청 소속으로 김포항공관리사무소 설치.

#### 조직
- 소장
  - 항공지원과[13]
  - 안전운항과[7]
  - 관제통신과[7]